# Kay Nelson
Pour les articles homonymes, voir Nelson.

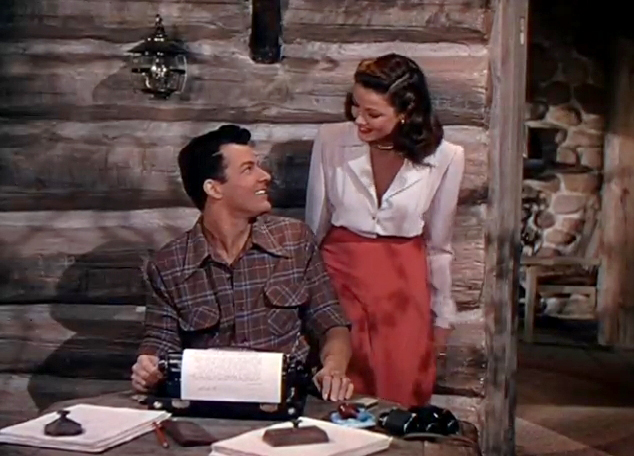
Péché mortel (1945), avec Cornel Wilde et Gene Tierney

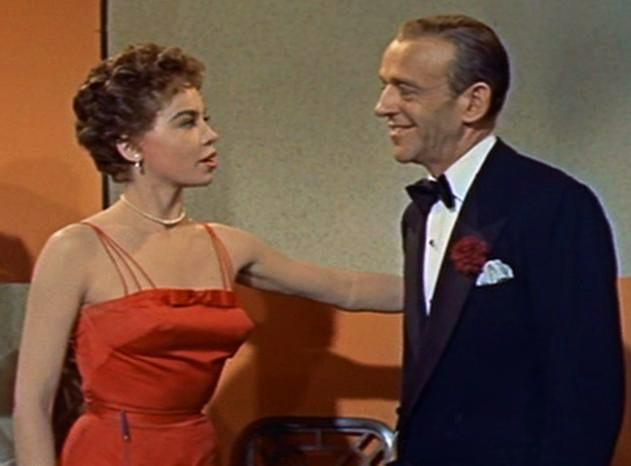
Papa longues jambes (1955), avec Leslie Caron et Fred Astaire

Kay Nelson, née le 14 septembre 1909 (lieu à préciser) et morte le 1er septembre 2003 à Antioch (Californie), est une costumière américaine.

## Biographie
Au sein de la 20th Century Fox principalement, Kay Nelson est costumière au cinéma sur près de cinquante films américains, depuis Dans la chambre de Mabel (Up in Mabel's Room) d'Allan Dwan (1944, avec Marjorie Reynolds et Dennis O'Keefe) jusqu'à La Tête à l'envers de Joshua Logan (1960, avec Anthony Perkins et Jane Fonda). Son dernier film, britannique, est La Marque de Guy Green (1961, avec Maria Schell et Stuart Whitman).
Parmi ses films notables, mentionnons Péché mortel de John M. Stahl (1945, avec Gene Tierney et Cornel Wilde), Chaînes conjugales de Joseph L. Mankiewicz (1949, avec Jeanne Crain et Linda Darnell) et Papa longues jambes de Jean Negulesco (1955, avec Fred Astaire et Leslie Caron).
Pour la télévision américaine, elle contribue à un épisode, diffusé en 1952, de la série The Jack Benny Program.
En 1950, Kay Nelson obtient son unique nomination à l'Oscar de la meilleure création de costumes (qu'elle ne gagne pas), pour Maman est étudiante de Lloyd Bacon (1949, avec Loretta Young et Van Johnson). 

## Filmographie partielle

### Cinéma
(films américains, sauf mention contraire)
- 1944 : Dans la chambre de Mabel (Up in Mabel's Room) d'Allan Dwan
- 1944 : La Victoire des ailes (Winged Victory) de George Cukor
- 1944 : Sunday Dinner for a Soldier de Lloyd Bacon
- 1945 : Hangover Square de John Brahm
- 1945 : Péché mortel (Leave Her to Heaven) de John M. Stahl
- 1946 : Shock d'Alfred L. Werker
- 1946 : Voyage sentimental (Sentimental Journey) de Walter Lang
- 1946 : L'Impasse tragique (The Dark Corner) d'Henry Hathaway
- 1946 : Voulez-vous m'aimer ? (Do You Love Me) de Gregory Ratoff
- 1946 : Margie d'Henry King
- 1947 : Boomerang ! d'Elia Kazan
- 1947 : Le Miracle sur la 34e rue (Miracle on 34th Street) de George Seaton
- 1947 : L'Amour au trot (The Homestretch) d'H. Bruce Humberstone
- 1947 : Le Mur invisible (Gentleman's Agreement) d'Elia Kazan
- 1948 : Appelez nord 777 (Call Northside 777) d'Henry Hathaway
- 1948 : Choisie entre toutes (You Were Meant for Me) de Lloyd Bacon
- 1948 : Bonne à tout faire (Sitting Pretty) de Walter Lang
- 1948 : La Ville empoisonnée (The Walls of Jericho) de John M. Stahl
- 1948 : Le Balafré (Hollow Triumph) de Steve Sekely
- 1948 : L'Amour sous les toits (Apartment for Peggy) de George Seaton
- 1949 : Maman est étudiante (Mother Is a Freshman) de Lloyd Bacon
- 1949 : Chaînes conjugales (A Letter to Three Wives) de Joseph L. Mankiewicz
- 1949 : Les Sœurs casse-cou (Come to the Stable) d'Henry Koster
- 1949 : Si ma moitié savait ça (Everybody Does It) d'Edmund Goulding
- 1949 : Father Was a Fullback de John M. Stahl
- 1949 : La Furie des tropiques (Slattery's Hurricane) d'André De Toth
- 1949 : Les Bas-fonds de Frisco (Thieve's Highway) de Jules Dassin
- 1953 : Le Souffle sauvage (Blowing Wild) d'Hugo Fregonese
- 1953 : Un lion dans les rues (A Lion in the Streets) de Raoul Walsh
- 1954 : Témoin de ce meurtre (Witness to Murder) de Roy Rowland
- 1955 : Les Inconnus dans la ville (Violent Saturday) de Richard Fleischer
- 1955 : Papa longues jambes (Daddy Long Legs) de Jean Negulesco
- 1960 : La Tête à l'envers (Tall Story) de Joshua Logan
- 1961 : La Marque (The Mark) de Guy Green (film britannique)

### Télévision (intégrale)
- 1952 : The Jack Benny Program (série), saison 3, épisode 1 Bob Crosby's Contract

## Distinction
- 1950 : Nomination à l'Oscar de la meilleure création de costumes, catégorie couleur, pour Maman est étudiante.